# Héctor Droguett
Héctor Hernán Droguett Silva (* 7. Januar 1925 in Melipilla; † 23. Juli 2004 in Independencia) war ein chilenischer Radrennfahrer.

## Sportliche Laufbahn
Droguett war Straßenradsportler und Teilnehmer der Olympischen Sommerspiele 1952 in Helsinki. Im olympischen Straßenrennen schied er aus. Chile kam mit Héctor Mellado, Hernán Masanés, Hugo Miranda und Héctor Droguett nicht in die Mannschaftswertung.

## Familiäres
Er ist der Vater von Miguel Droguett, der ebenfalls Radrennfahrer und Olympiateilnehmer war.